# Weehawken Street

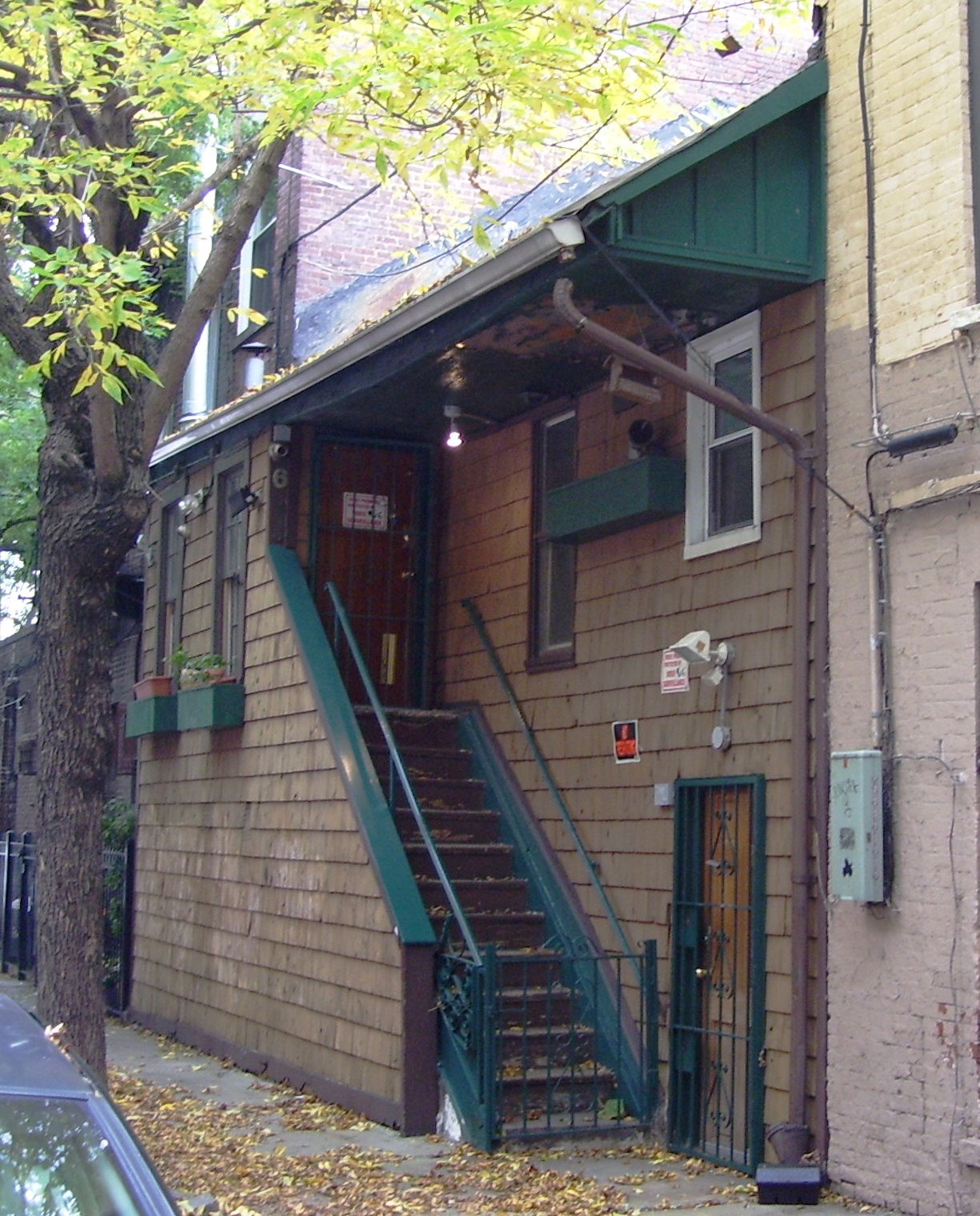
6 Weehawken Street es un remanente del original edificio del mercado

Weehawken Street (en inglés: calle Weehawken) es una calle corta ubicada en West Village en el borough neoyorquino de Manhattan. Circula de norte a sur por una cuadra entre las calles Christopher y 10 Oeste y se ubica paralela a las calles West y Washington .
El terreno alrededor de Weehawken Street fue en un tiempo parte de la Prisión Estatal de Newgate construida entre 1796 a 1797, hasta que la prisión fue cerrada y derruida y el terreno vendido en lotes por la ciudad en 1829. La ciudad mantuvo un área en la que abrió la calle y abrió un mercado de productores, construyendo el Market House en 1834. El mercado - oficialmente llmanado "Greenwich Market", pero referido informalmente como "Weehawken Market" — no tuvo éxito y fue cerrado en 1844. El terreno fue vendido a privados. Con los años, los edificios del área fueron utilizados para moradas, establos, pensiones, negocios marítimos, negocios de transporte, almacenes de ropa y suministros y otras industrias varias, pero un uso dominante fue el de saloons y licorerías, incluyendo bares y club que atendían a un clientela "ruda" a fines del siglo XX.

## Distrito histórico
El 2 de mayo del 2006, la Comisión para la Preservación de Monumentos Históricos de Nueva York declaró todos los edificios de la calle así como otros inmuebles en West Street y Christopher Street, como el Distrito histórico Weehawken Street:

El pinturesco enclave de catorce edificios y las calles que comprenden el distrito histórico de Weehawken Street representa diversas fases de construcción que comprenden un siglo de desarrollo en el frente del río Hudson de Greenwich Village entre 1830 a 1930. La arquitectura ilustra la larga historia del área como un lugar de moradas, industrias y comercio, mucho de este relacionado al mar, y es un raro ejemplo sobreviviente de lo que alguna vez fue el patrón típico de desarrollo en el frente del río al lado oeste de Manhattan. Muchas de las propiedades en el distrito histórico estuvieron asociadas con las familias de propietarios de larga data, tales como el antiguo alcalde Stephen Allen, Cornelius V.S. Roosevelt, el abogado Edmund R. Terry, el cervecero Patrick Skelly, y el mercader de lino James Dean. Además, varias industrias marítimas significativas se ubicaron en el distrito histórico por un siglo, entre 1884 y 1984.

La creación del distrito se debió en gran parte a los esfuerzos de la Greenwich Village Society for Historic Preservation, un grupo preservacionista activo en el área.